# Гётт-Гетыньский, Эдвард
Э́двард Гётт-Геты́ньский, полное имя — Эдвард Кароль (пол. Edward Karol Gött-Getyński, 4 января 1898 года, Броды, Австро-Венгрия — 25 января 1943 года, концентрационный лагерь Освенцим, Польша) — майор артиллерии Войска Польского, участник польского сопротивления во время оккупации Польши, командир Горской дивизии подпольной организации «Татранская конфедерация».

## Биография
Родился 4 января 1898 года в городе Броды. В 1918—1919 годах участвовал в обороне Львова во время польско-украинской войны. Был дважды ранен. 1 июня 1919 года был возведён в ранг поручика. Потом участвовал в сражениях советско-польской войны. 1 декабря 1924 года получил звание капитана. В 1928 году служил во Львове в 6 артиллерийском полку защитников Львова. С 1932 года служил командиром дивизиона в 23 Верхесилезском пехотном полку в Катовице. Непосредственно перед оккупацией Польши был направлен в штаб армии «Поморье» генерала Владислава Бортновского.
Во время оккупации Польши был командиром Горской дивизии, которую основала подпольная организация «Тартанская конфедерация». Горская дивизия действовала в районе горного массива Горце в окрестностях горы Турбач Западных Татр. 2 февраля 1942 года был схвачен гестапо в деревне Хробовче и отравлен в Закопане, где содержался в заключении в бывшем отеле Palace. Позднее был переведён в тюрьму в городе Тарнув и оттуда переправлен в концентрационный лагерь Освенцим (№ 29693). В Освенциме был руководителем группы польских офицеров, которые планировали совершить побег из лагеря. После раскрытия группы подвергся пыткам и расстрелян 25 января 1943 года.

## Награды
- Серебряный крест ордена Virtuti Militari (1921);
- Крест Независимости;
- Крест Храбрых — трижды;
- Медаль «Участнику войны. 1918—1921»;
- Медаль «10-летие обретения независимости»;
- Крест Обороны Львова;
- Знак за ранения и контузии (четыре раза).